# Evelyn Anthony
Evelyn Anthony, pseudonym/nom de plume för Evelyn Ward-Thomas, född 3 juli 1926 i London, död 25 september 2018, var en brittisk författare av framför allt thrillers. Med start under 1950-talet skrev hon ett knappt 40-tal böcker, vilka översatts till 19 språk. 1994 utnämndes hon, som första kvinna, till High Sheriff of Essex.

## Biografi
Eve Stephens (egentligen Evelyn Bridget Patricia Stephens) föddes 1926 i London. Hon var dotter till Henry Christian Stephens, en tidigare flottist i Royal Navy som uppfunnit Dome Trainer, ett av de första redskapen för att träna försvar mot luftvärnsvapen. Under andra världskriget fick dottern hemundervisning. Hennes far tog åter värvning och familjen flyttade till West Country, där han ägnade sig åt att utveckla sin uppfinning.

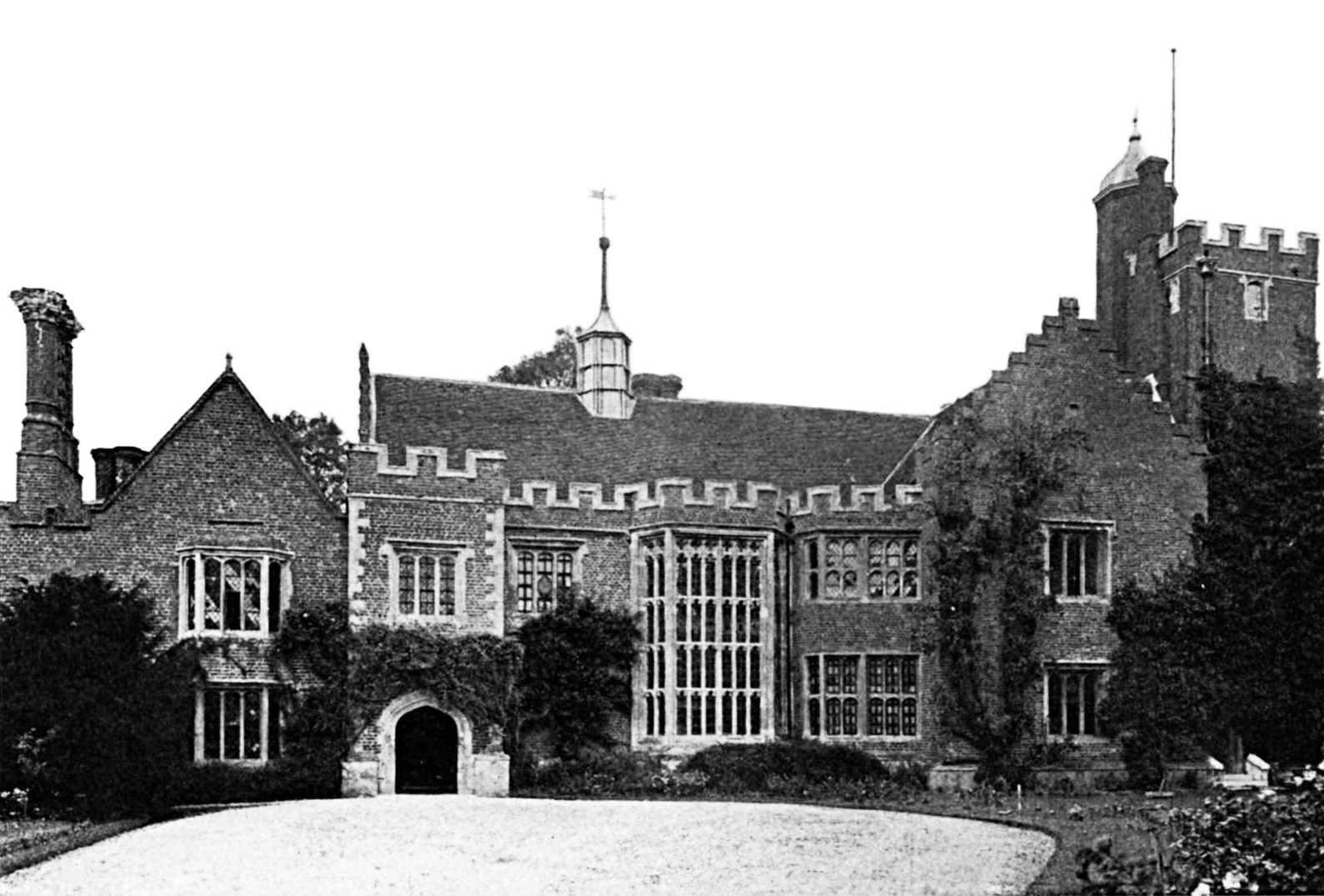
Horham Hall, där Evelyn Anthony bor, fotograferat under tidigt 1900-tal.

Efter kriget gifte Eve Stephens sig med Michael Ward-Thomas, som var chef över ett gruvbolag. Hon bytte därmed namn till Eve Ward-Thomas. De fick fyra söner (Anthony, Ewan, Christian och Luke) och två döttrar (Susan och Kitty). De bodde först i Kildare på Irland. Senare flyttade de till Horham Hall, en herrgård från 1500-talet, i Thaxted, Essex.
1994 blev hon den första kvinnliga High Sheriff of Essex.
Michael Ward-Thomas dog i sitt hem i Essex, 2004, 78 år gammal.

## Författarskap
Evelyn Ward-Thomas började skriva 1949, strax efter att hon gifte sig. Hennes inriktning var noveller för tidskrifter. Det var ovanligt med kvinnliga författare under efterkrigstiden, så Ward-Thomas använde sitt könsneutrala förnamn och tog efternamnet Anthony efter Antonius av Padua, katolskt skyddshelgon för återställande av vad som gått förlorat. Hennes första romaner var välresearchade historiska romaner och blev snabbt väl emottagna. Framför allt blev hennes roman om Anne Boleyn uppskattad. Två av hennes romaner fick priser av US Literary Guild.
Några av hennes senare historiska romaner hade spionage som tema. Senare (med början med Dubbelspel 1979) övergick Anthony till att skriva thrillers och spionromaner som utspelar sig i nutid. Det är också för sina thrillers och spionromaner hon är mest känd.
Hennes böcker har ofta starka kvinnliga huvudpersoner såsom Davina Graham (chef för den brittiska spionorganisationen, huvudperson i fyra romaner 1980-1983) och välutvecklade rollfigurer och rikligt med vändningar i slutet. Hennes bok Tamarindträdet (1971) adapterades 1974 för film (med svenska titeln Snärjd i nätet ) med Julie Andrews som brittiska och Omar Sharif som sovjetisk spion under det kalla kriget. Hon anpassade sig när det kalla kriget tog slut och fortsatte att skriva thrillers även under 1990-talet. 
Hennes böcker har översatts till 19 språk och jämförs ofta med Ted Allbeury, Colin Forbes och Clare Francis.